# Adriano Cario
Adriano Cario (Montevideo, 17 maggio 1972) è un politico italiano.

## Biografia
Nato a Montevideo (Uruguay), si è trasferito a Buenos Aires (Argentina).
È stato direttore de L'Eco d'Italia, nonché presidente dell'associazione Centro Calabrese di Buenos Aires.

### Elezione a senatore
Alle elezioni politiche del 2018 viene eletto al Senato della Repubblica, nella circoscrizione “ESTERO B” (America meridionale) nelle liste dell'Unione Sudamericana Emigrati Italiani (USEI), in virtù delle 21.800 preferenze personali.
Il 3 maggio 2018 lascia l'USEI e aderisce al MAIE, votando la fiducia al Governo Conte I.
Nel dicembre 2019 è tra i 64 firmatari per il referendum sul taglio dei parlamentari.
Dopo aver fatto parte di diverse componenti del Gruppo misto, il 27 gennaio 2021 Cario partecipa alla formazione al Senato di Europeisti-Maie-Centro Democratico, gruppo di 10 parlamentari del Misto di diversa provenienza (MAIE, CD, Autonomie, ex M5S, ex PD, ex FI)  che si scioglie il 29 marzo seguente.
Nell'ottobre 2021 la Giunta delle elezioni e delle immunità parlamentari ha approvato all'unanimità la proposta di dichiarare contestata l'elezione del senatore a causa di presunti brogli elettorali nelle schede e nelle votazioni. Al riguardo la Procura della Repubblica di Roma ha disposto una perizia sulle schede. Il perito calligrafico ha specificato che "esaminate 125 schede di una sezione e 100 di un’altra, non vi sono mani differenti per ogni scheda, bensì la presenza di gruppi di schede riconducibili a una stessa mano".
Il 2 dicembre 2021 l'aula del Senato ha votato, a scrutinio segreto, in merito a un ordine del giorno che chiedeva la mancata convalida dell'elezione di Cario a causa di voti contraffatti; la votazione si è conclusa con 132 favorevoli, 126 contrari e 6 astenuti e, di conseguenza, in tale data Adriano Cario è decaduto dalla carica di senatore. Gli subentra il 12 gennaio successivo Fabio Porta, esponente del Partito Democratico.